# Hans Blichfeldt
Hans Blichfeldt   (Grønbæk, 9 de gener de 1873 - Palo Alto, 16 de novembre de 1945) va ser un matemàtic nord-americà d'origen danès.

## Vida i obra
Blichfeldt va néixer en un petit poble de Dinamarca dins d'una família de pagesos humil. El 1881 es van traslladar a Copenhaguen on va superar l'examen d'ingrés a la universitat el 1888. Aquest mateix any, quan tenia quinze anys, la família va emigrar als Estats Units buscant un futur millor. Els primers anys a Amèrica, Blichfeldt va treballar primer a la industria de la fusta del nord-oest i després per tot el país com delineant en firmes d'enginyeria.
El 1894 va ser admès a la universitat Stanford (fundada tres anys abans) en la qual es va graduar en matemàtiques el 1897.. El curs següent (1897-98), gràcies al suport econòmic d'un professor, Rufus Green, va estudiar a la universitat de Leipzig sota la direcció de Sophus Lie.
El 1898 va tornar a Stanford com instructor de matemàtiques i ja va fer tota la seva carrera acadèmica en aquesta universitat: professor ajudant (1901-1906), professor associat (1906-1913), professor titular (1913-1938) i professor emèrit fins a la seva mort el 1945. A més, va ser director del departament de matemàtiques de 1927 a 1938.
Blichfeldt va escriure una trentena d'articles científics, essent les seves aportacions més importants en teoria de nombres i teoria de grups. A ell es deuen el teorema de Blichfeldt (1903) i les desigualtats tipus Blichfeldt.